# Grzegorz Szymusik
Grzegorz Szymusik (Stargard, 1998. június 4. –) lengyel korosztályos válogatott labdarúgó, a Chojniczanka Chojnice hátvédje.

## Pályafutása

### Klubcsapatokban
Szymusik a lengyelországi Stargard városában született. Az ifjúsági pályafutását a Zenit Koszewo csapatában kezdte, majd a Błękitni Stargard akadémiájánál folytatta.
2015-ben mutatkozott be a Błękitni Stargard felnőtt csapatában. 2018-ban az első osztályban szereplő Korona Kielcéhez igazolt. A 2018–19-es szezonban a másodosztályú Warta Poznań csapatánál szerepelt kölcsönben. Először a 2018. szeptember 5-ei, Bytovia Bytów ellen 2–2-es döntetlennel zárult mérkőzésen lépett pályára. Első gólját 2018. november 17-én, a Garbarnia Kraków ellen 2–1-re elvesztett találkozón szerezte meg. Az Ekstraklasában 2019. szeptember 27-én, a Śląsk Wrocław ellen 1–0-ra megnyert bajnokin debütált. 2020. június 19-én, a Górnik Zabrze ellen idegenben 3–2-re elvesztett mérkőzésen megszerezte első gólját a Korona Kielce színeiben. 2021. december 10-én másfél évvel meghosszabbította a szerződését a klubbal, amely így már a 2022–23-as idény végéig szól. 2023. január 1-jén a Chojniczanka Chojnicéhez írt alá.

### A válogatottban
Szymusik 2016-ban debütált a lengyel U19-es válogatottban. Először a 2016. november 11-ei, Szlovákia ellen 1–0-ra elvesztett mérkőzés 70. percében, Mateusz Spychalat váltva lépett pályára. Első válogatott gólját 2016. november 13-án, Finnország ellen 2–1-es vereséggel zárult barátságos mérkőzésen szerezte meg.

## Statisztikák
2023. április 16. szerint
| Klub                      | Szezon   | Osztály     | Bajnokság | Bajnokság | Kupa és Ligakupa | Kupa és Ligakupa | Nemzetközi | Nemzetközi | Összesen | Összesen |
| Klub                      | Szezon   | Osztály     | Meccs     | Gól       | Meccs            | Gól              | Meccs      | Gól        | Meccs    | Gól      |
| ------------------------- | -------- | ----------- | --------- | --------- | ---------------- | ---------------- | ---------- | ---------- | -------- | -------- |
| Warta Poznań (kölcsönben) | 2018–19  | I Liga      | 26        | 3         | 0                | 0                | —          | —          | 26       | 3        |
| Korona Kielce             | 2019–20  | Ekstraklasa | 19        | 1         | 1                | 0                | —          | —          | 20       | 1        |
| Korona Kielce             | 2020–21  | I Liga      | 24        | 2         | 2                | 0                | —          | —          | 26       | 2        |
| Korona Kielce             | 2021–22  | I Liga      | 22        | 1         | 0                | 0                | —          | —          | 22       | 1        |
| Korona Kielce             | 2022–23  | Ekstraklasa | 7         | 0         | 1                | 0                | —          | —          | 8        | 0        |
| Korona Kielce             | Összesen | Összesen    | 72        | 4         | 4                | 0                | 0          | 0          | 76       | 4        |
| Chojniczanka Chojnice     | 2022–23  | I Liga      | 6         | 0         | 0                | 0                | —          | —          | 6        | 0        |
| Összesen                  | Összesen | Összesen    | 104       | 7         | 4                | 0                | 0          | 0          | 108      | 7        |

## Sikerei, díjai
Korona Kielce
- I Liga
  - Feljutó (1): 2021–22